# نیروگاه هسته‌ای براونز فری

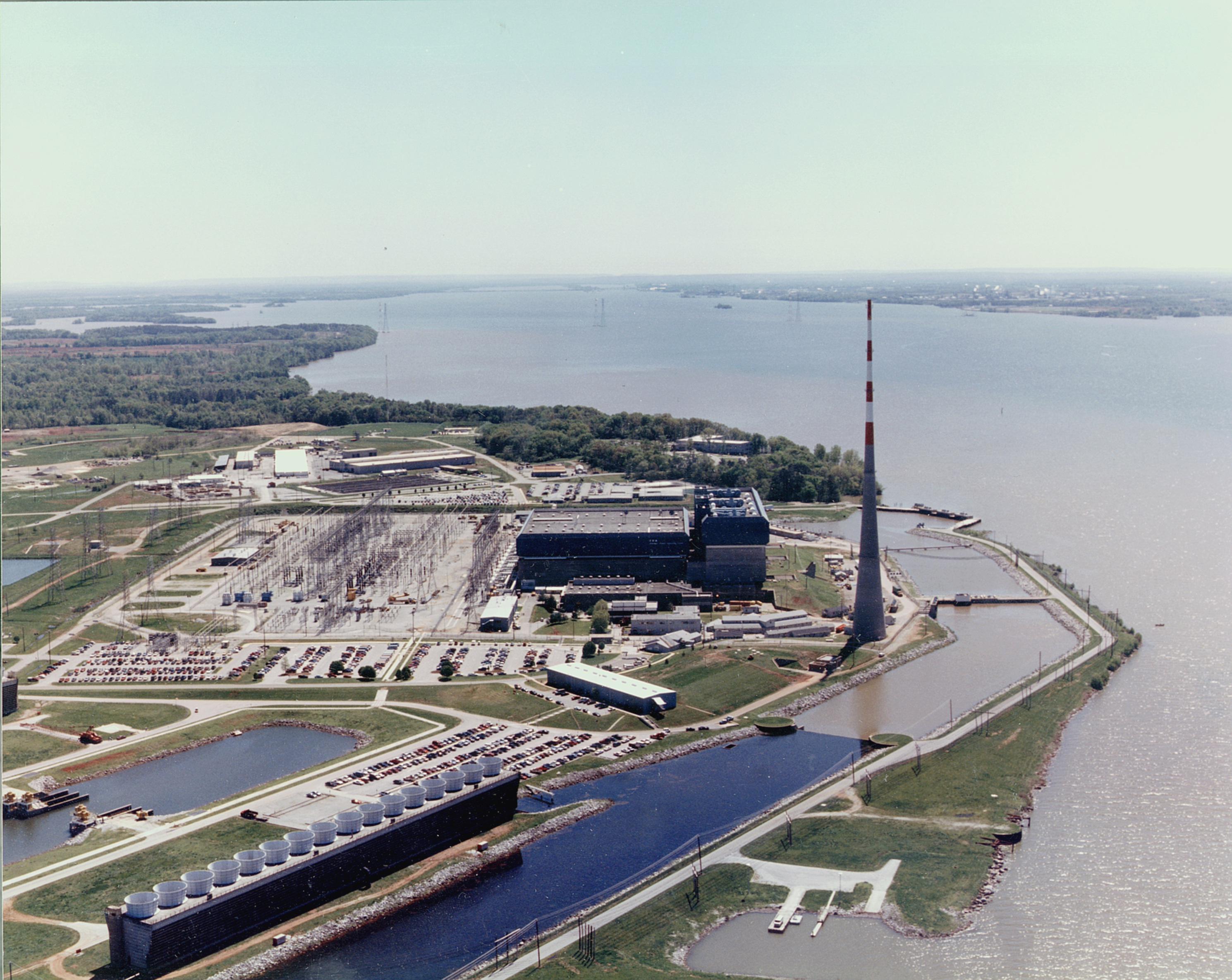

نیروگاه هسته‌ای براونز فری (به انگلیسی: Browns Ferry Nuclear Power Plant) (در جنوب شهر چتانوگا و در آلاباما، ساخت ۱۹۶۶) یکی از نیروگاه‌های امریکا است از نوع نیروگاه هسته‌ای با ظرفیت تولید ۳۲۹۷ مگاوات که شامل سه رآکتور ساخت جنرال الکتریک است.
این مرکز تولید انرژی، متعلق به تنسی ولی آتوریتی است. 